# Vasili Bubka
Vasili Bubka (Unión Soviética, 26 de noviembre de 1960) es un atleta soviético retirado especializado en la prueba de salto con pértiga, en la que ha conseguido ser subcampeón europeo en 1986.
Es el hermano mayor del también atleta Sergei Bubka (n. 1963).

## Carrera deportiva
En el Campeonato Mundial de Atletismo en Pista Cubierta de 1985 ganó la medalla de bronce en salto con pértiga, con un salto por encima de 5.60 metros.
En el Campeonato Europeo de Atletismo de 1986 ganó la medalla de plata en el salto con pértiga, con un salto por encima de 5.75 metros, siendo superado por su compatriota y hermano Sergei Bubka (oro con 5.85 metros) y por delante del francés Philippe Collet (bronce también con 5.75 metros pero en más intentos).